# Dąbrówka
Dąbrówka este o arie protejată (sit de importanță comunitară — SCI) din Polonia întinsă pe o suprafață de 504,59 ha, integral pe uscat.

## Localizare
Centrul sitului Dąbrówka este situat la coordonatele 54°09′57″N 18°05′00″E / 54.1659°N 18.0834°E.

## Înființare
Situl Dąbrówka a fost declarat sit de importanță comunitară în octombrie 2009 pentru a proteja 1 specie de plante și 1 specie de animale.

## Biodiversitate
Situată în ecoregiunea continentală, aria protejată conține 4 habitate naturale: Lacuri și iazuri distrofice naturale, Formațiuni ierboase bogate în specii de Nardus, dezvoltate pe substraturi silicioase în zone montane (și în zone submontane, în Europa continentală), Mlaștini turboase de tranziție și turbării mișcătoare, Păduri de fag Luzulo-Fagetum.
La baza desemnării sitului se află mai multe specii protejate:
- plante (1): Luronium natans
- pești (1): Rhynchocypris percnurus